# Brachythecium waziriense
Brachythecium waziriense är en bladmossart som beskrevs av Hugh Neville Dixon 1929. Brachythecium waziriense ingår i släktet gräsmossor, och familjen Brachytheciaceae. Inga underarter finns listade i Catalogue of Life.